# Villa Faraone
Die Villa Faraone ist ein klassizistisches Landhaus aus dem den 1850er-Jahren im Viertel San Giovanni a Teduccio von Neapel in der italienischen Region Kampanien. Es liegt an der Ecke des Corso San Giovanni a Teduccio zur Via Benedetto Croce.

## Geschichte
Das Haus wurde 1855 als zweistöckiges Gebäude errichtet. Es gehört zu den Villen der Miglio d’oro und stellt ein schönes Beispiel klassizistischer Architektur dar.

## Beschreibung
Die vier Säulen der Fassade zeigen Kannelierung in Stuck und sind von ionischen Kapitellen und Gebälken gekrönt, die den Balkon im ersten Obergeschoss tragen, der ebenfalls aus lebendigen Elementen mit ionischen Motiven besteht.
Ebenfalls charakteristisch für die Villa ist der Innenhof mit doppelter, elliptischer Exedra. Letztere wird von einer Pergola mit acht Säulen gekrönt.
Kürzlich wurde die Villa restauriert.